# Án lệ 41/2021/AL
Án lệ 41/2021/AL về chấm dứt hôn nhân thực tế là án lệ công bố thứ 41 thuộc lĩnh vực hôn nhân và gia đình của Tòa án nhân dân tối cao tại Việt Nam, được Hội đồng Thẩm phán Tòa án nhân dân tối cao thông qua, Chánh án Tối cao Nguyễn Hòa Bình ra quyết định công bố ngày 12 tháng 3, và có hiệu lực cho tòa án các cấp trong cả nước nghiên cứu, áp dụng trong xét xử từ ngày 15 tháng 4 năm 2021. Án lệ 41 dựa trên nguồn là Bản án phúc thẩm số 48 ngày 29 tháng 10 năm 2010 của Tòa Phúc thẩm Tòa án nhân dân tối cao tại Đà Nẵng, về vụ án tranh chấp chia di sản thừa kế và chia tài sản chung tại tỉnh Kon Tum, nội dung xoay quanh hôn nhân thực tế; và chấm dứt hôn nhân thực tế. Đây là án lệ do Phó giáo sư, Tiến sĩ Luật Đỗ Văn Đại, Thành viên Hội đồng tư vấn án lệ Việt Nam đề xuất.
Trong vụ việc, nguyên đơn là mẹ con Trần Thị S và Trần Thị Trọng P1 khởi kiện bị đơn là anh em cùng cha khác mẹ Trần Trọng P1 và Trần Trọng P2 về việc chia di sản thừa kế, chia tài sản chung của bố để lại. Những hiện vật tranh chấp là mảnh đất nông nghiệp, đất cư trú được chính quyền địa phương cấp; tài sản được tạo ra trong hoạt động làm việc, là bất động sản, động sản thay đổi theo thời gian. Vấn đề còn bao gồm việc anh em cùng cha khác mẹ, mối quan hệ giữa mẹ ruột và mẹ kế với người bố. Vụ án được chọn làm nguồn án lệ để xem xét xác định hôn nhân trên thực tế dẫn tới quyền thừa kế tài sản.

## Tóm lược vụ án
Tại Kon Tum, Tây Nguyên, những năm 1970, Trần Thế T1 (gọi tắt: ông T1) chung sống với Tô Thị T2 (gọi tắt: bà T2). Hai người có với nhau hai con trai là anh em Trần Trọng P2 (gọi tắt: anh P2), Trần Trọng P2 (gọi tắt: anh P3). Sau đó, bà T2 rời đi, lấy người khác. Ở lại vùng cao, ông T1 chung sống với Trần Thị S (gọi tắt: bà S) từ năm 1985, hai người không có giấy tờ về hôn nhân, có với nhau một người con gái là Trần Thị Trọng P1 (gọi tắt: chị P1). Kể từ khi chung sống cho đến lúc qua đời năm 2003, gia đình ở Kon Tum có năm người là ông T1, bà S, ba anh em cùng cha khác mẹ là chị P1, anh em P2, P3; cùng định cư trên một mảnh đất được Ủy ban nhân dân địa phương cấp, đã xây nhà, hoạt động nông nghiệp.
Sau khi ông T1 qua đời, những người con P1, P2, P3 trưởng thành, phát sinh vấn đề về chia di sản thừa kế, khi mà ông T1 không để lại di chúc. Ngày 8 tháng 10 năm 2004, nguyên đơn Trần Thị Trọng P1 ủy quyền cho người đại diện là Trần Thị S đệ đơn khởi kiện bị đơn Trần Trọng P2, Trần Trọng P3 gửi Tòa án nhân dân tỉnh Kon Tum về việc chia di sản thừa kế và tài sản chung.

## Sơ thẩm

### Trình bày của các bên

#### Nguyên đơn
Theo đơn khởi kiện và các lời khai trong quá trình giải quyết vụ án, nguyên đơn trình bày rằng: năm 1969, ông Trần Thế T1 chung sống với bà Tô Thị T2, sinh được hai người con là Trần Trọng P2 và Trần Trọng P3, tức là bố mẹ sinh thành bị đơn. Do mâu thuẫn vợ chồng nên bà T2 đã bỏ đi vào Vũng Tàu sinh sống và kết hôn với người khác. Năm 1985, ông T1 chung sống với bà Trần Thị S, có con chung là nguyên đơn. Năm 1987, Uỷ ban nhân dân thị xã Kon Tum đã cấp cho ông T1 diện tích 8.500 m² đất vườn tại phường Quang Trung (nay là phường Duy Tân), thị xã Kon Tom. Sau khi được cấp đất, ông T1 và bà S vẫn đang ở tại nhà cha mẹ bà S nên chỉ đến để trồng cây trên phần đất đã được cấp. Năm 1993, ông T1 có đơn xin giao đất xây dựng nhà ở có nội dung gia đình ông có năm người (ông T1, bà S, và ba con là P1, P2, P3) hiện đang ở nhờ nhà cha mẹ vợ và đề nghị giải quyết xin lô đất để làm nhà ở; sau đó, ông T1 và bà S đã làm nhà ở trên phần đất này. Năm 2000, ông T1 và bà S lại có đơn xin xác nhận quyền sở hữu nhà ở, thể hiện nhà làm ở trên diện tích đất nêu trên là của ông và bà S. Ngày 26 tháng 3 năm 2003 (theo âm lịch), ông T1 chết và không để lại di chúc, toàn bộ tài sản do anh P2 và anh P3 quản lý sử dụng. Nguyên đơn khởi kiện yêu cầu chia thừa kế đối với di sản của ông T1 để lại.
Ngày 15 tháng 4 năm 2009, tại bản tự khai, nguyên đơn rút yêu cầu chia di sản đối với tài sản là động vật như heo, gà, ba ba và tủ thờ, và đề nghị Toà án xem xét, đo đạc lại diện tích đất, không yêu cầu định giá lại.
Bên cạnh đó, Trần Thị S, mẹ và là người đại diện nguyên đơn cũng có đơn yêu cầu chia tài sản chung giữa bà và Trần Thế T1. Theo bà S trình bày: trong thời gian chung sống với ông T1, bà và ông T1 có tạo lập được khối tài sản chung gồm có một ngôi nhà cấp bốn trên diện tích 36 m² nằm trên tổng diện tích đất 8.500 m² (nay còn lại 6.403 m²), một xe máy Trung Quốc, hai máy bơm nước, 450 kg cà ri, 05 con heo, 70 con gà, 22 con thỏ, một hồ cá, một tủ trà; bà đề nghị bảo vệ quyền lợi chính đáng cho bà. Tại bản tự khai ngày cùng với con gái vào năm 2009, bà S yêu cầu Toà án giải quyết chia tài sản chung giữa bà và ông T1, đồng thời chia di sản thừa kế của ông T1 cho bà, chị P1, anh P2, anh P3 đối với diện tích đất còn lại, kể cả diện tích đất mà anh P3 và anh P2 đã bán cho ông L và ông C.

#### Bị đơn và bên thứ ba
Bị đơn là anh em Trần Trọng P2 và Trần Trọng P3 trình bày rằng: tài sản trên là do ông T1 và hai anh tạo lập được, bà S không có công sức gì nên không đồng ý chia cho bà S. Về yêu cầu chia thừa kế cho chị P1 thì anh P2 và anh P3 yêu cầu trưng cầu giám định DNA để xác định hàng thừa kế theo quy định của pháp luật.
Những người có quyền lợi, nghĩa vụ liên quan gồm Tô Thị T2; Chu Đình M; Lâm Thị H; Lê Văn L. Bà T2 trình bày rằng bà và ông T1 kết hôn năm 1969 (có giấy đăng ký nhưng bị mất). Bà và ông có hai con chung là anh P2 và anh P3. Năm 1982, bà bỏ vào Vũng Tàu và sinh sống với người khác là Trần Sinh D và có ba con chung. Năm 1985, ông T1 và bà S chung sống với nhau đến năm 2003 thì ông T1 chết, hai người cũng có một số tài sản chung. Nếu được hưởng thừa kế di sản của ông T1 thì phần của bà được chia cho hai người con với chồng cũ.
Đương sự liên quan Chu Đình M trình bày rằng khi ông T1 còn sống có vay của ông tám triệu đồng. Anh P2, anh P3 đã trả được hết cho ông, nay ông không có yêu cầu gì, đề nghị Toà án giải quyết theo quy định. Đương sự Lâm Thị H trình bày rằng năm 2002, bà S có vay của bà 17 triệu đồng để sửa nhà và cưới vợ cho anh P3. Sau đó, bà S trả được tám triệu đồng, nay bà S còn nợ chín triệu đồng, đề nghị Toà án buộc bà S trả lại số tiền này. Đương sự Lê Văn L khai rằng năm 1999, anh P2 và anh P3 có nhượng cho anh một lô đất rộng 5,0 m dài 36 m diện tích 180 m², anh đã trả đủ tiền và nhận đất sử dụng, nay đề nghị tiếp tục được sử dụng.

### Bản án
Ngày 29 tháng 10 năm 2009, tại số 204 đường Trần Phú, phường Trường Chinh, thành phố Kon Tum, phiên xét xử sơ thẩm ra phán quyết sau nhiều phiên đã diễn ra. Tòa án nhân dân tỉnh Kon Tum tuyên xử: chấp nhận đơn khởi kiện chia thừa kế của nguyên đơn và đơn xin chia tài sản chung và chia di sản thừa kế của Trần Thị S (mẹ nguyên đơn, đơn đề ngày 8 tháng 10 năm 2004, được bổ sung ngày 15 tháng 4 năm 2009).
Dựa trên tình tiết thực tế, Tòa sơ thẩm xử dựa trên quy phạm về quyền thừa kế, thời điểm, di sản, thừa kế theo pháp luật, thứ tự. Trần Thị S được chia lô đất nông nghiệp có diện tích 3.201,5 m² (tức một nửa mảnh đất còn lại trên thực tế) trị giá 155,5 triệu đồng ở số 506/25 P, Tổ 1, phường Duy Tân, thành phố Kon Tum (trừ diện tích mương nước) có tứ cận như sau: phía Đông giáp hẻm P rộng 37,66 m, phía Tây giáp lô cao su rộng 37,66 m, phía Nam giáp đất anh K dài 85 m, phía Bắc giáp đất bà S dài 85 m. Bên cạnh đó, bà S được chia một lô đất có diện tích đất 800,37 m² (đã trừ mương nước) có tứ cận: phía Đông giáp hẻm P rộng 9,41 m, phía Tây giáp lô cao su rộng 9,41 m, phía Nam giáp đất bà S dài 85 m, phía Bắc giáp nhà anh P3 dài 8 5m. Mảnh đất này trị giá 38,875 triệu đồng. Bà S có trách nhiệm trả cho đương sự Lâm Thị H số tiền chín triệu đồng. Nguyên đơn P1 được chia phần đất tương đương, có nghĩa vụ phải trả cho anh P3 số tiền 4.959.372 đồng, trả cho bà S 1,875 triệu đồng.
Bị đơn Trần Trọng P3 được chia tài sản thuộc sở hữu chung là lô đất tranh chấp thừa kết có diện tích 800,37 m² (đã trừ diện tích mương nước) như bà S; bên cạnh đó được sở hữu một căn nhà gồm một nhà chính, nhà phụ tổng diện tích là 54,64 m² trị giá 9.027.022 đồng, một xe máy Trung Quốc trị giá năm triệu đồng, hai máy bơm nước trị giá 800.000 đồng và 450 kg cà ri trị giá năm triệu đồng. Tổng cộng 19.827.022 đồng. Bị đơn P3 phải trả cho bà S 8.828.628 đồng. Bị đơn P2 được chia phần thừa kế tương đương, có trách nhiệm trả cho bà S 1,875 triệu đồng, trả cho anh P3 số tiền 4.959.372 đồng.
Các thành viên trong gia đình có quyền đến cơ quan có thẩm quyền làm thủ tục đề nghị cấp giấy chứng nhận quyền sử dụng đất theo quy định. Ngoài ra, bản án sơ thẩm còn quyết định về án phí và thông báo quyền kháng cáo.

## Phúc thẩm
Ngày 11 tháng 11 năm 2009, bị đơn là Trần Trọng P2, Trần Trọng P3 đã kháng cáo đề nghị bác đơn khởi kiện của nguyên đơn. Ngày 12 tháng 11, người có quyền, nghĩa vụ liên quan là Tô Thị T2, tức mẹ của bị đơn cũng kháng cáo đề nghị bác đơn khởi kiện của nguyên đơn. Tòa Phúc thẩm Tòa án nhân dân tối cao tại Đà Nẵng đã thụ lý vụ án, tiến hành phiên phúc thẩm vào tháng 29 tháng 7 năm 2010 tại trụ sở ở số 372 đường Núi Thành, phường Hoà Cường Bắc, quận Hải Châu, thành phố Đà Nẵng.

### Nhận định của tòa án

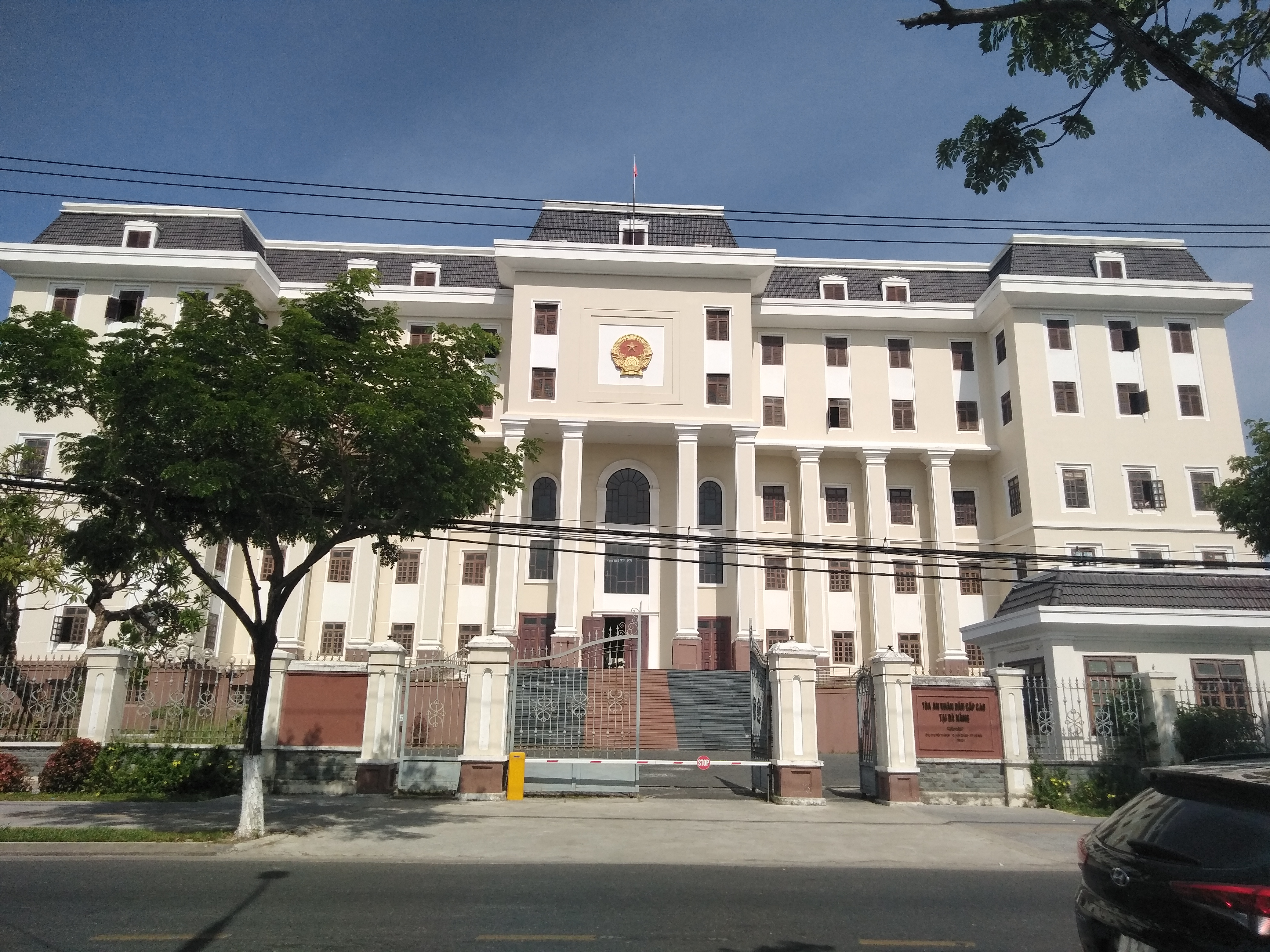
Trụ sở Tòa án nhân dân cấp cao tại Đà Nẵng, nơi diễn ra phiên phúc thẩm.

Trong phiên phúc thẩm, Hội đồng xét xử có nhận định rằng: đương sự Tô Thị T2 chung sống với Trần Thế T1 từ năm 1969, có hai con chung là anh em bị đơn, đến năm 1982, bà T2 vào Bà Rịa – Vũng Tàu chung sống với người khác. Từ năm 1985, ông T1 và bà S chung sống với nhau, có con chung là nguyên đơn cho đến năm 2003 thì ông T1 chết.
Xét sau khi bà T2 không còn sống chung với ông T1 thì năm 1985 ông T1 sống chung với bà S cho đến khi ông T1 chết, hai người có một con chung, có tài sản chung hợp pháp, án sơ thẩm công nhận là hôn nhân thực tế nên được chia tài sản chung và được hưởng di sản thừa kế của ông T1 là có căn cứ.
| “                                                      | Xét bà T2 chung sống với ông T1 không đăng ký kết hôn, đến năm 1982, bà T2 đã bỏ vào Vũng Tàu lấy chồng khác và có con chung từ đó đến nay, quan hệ hôn nhân thực tế giữa ông T1 với bà T2 đã chấm dứt từ lâu nên không còn nghĩa vụ gì với nhau, nên bà T2 không được hưởng di sản của ông T1 để lại như án sơ thẩm xử là đúng. | ” |
| —Hội đồng xét xử phiên phúc thẩm, Bản án 48/2010/DSPT. | |   |

Theo yêu cầu của bị đơn về việc đề nghị giám định DNA để xác định nguyên đơn có phải con ông T1 không: vấn đề này đã được trưng cầu giám định, nhưng hiện nay khoa học Việt Nam chưa tách được nhân DNA từ hài cốt ông T1 nên không giám định được, tuy nhiên trước đây bị đơn và đương sự Tô Thị T2 cũng đã có lời khai thừa nhận nguyên đơn là con ruột của Trần Thế T1 là phù hợp với lời khai của chị nguyên đơn, mẹ nguyên đơn và các chứng cứ khác như giấy khai sinh, lời khai các nhân chứng. Vì vậy, án sơ thẩm chấp nhận nguyên đơn được hưởng thừa kế di sản của ông T1 là có căn cứ.
Xét năm 1987, Trần Thế T1 được Uỷ ban nhân dân thị xã Kon Tum cấp lô đất vườn có diện tích 8.500 m², hiện nay trên lô đất đã có một căn nhà cấp bốn do ông T1 và bà S xây dựng và một số tài sản chung khác. Xét trong quá trình sử dụng lô đất nói trên theo lời khai của các đương sự cũng như qua xác minh, thấy ông T1 và các con của ông đã cắt bán cho một số người, đồng thời trên đất còn có công trình kênh mương thủy lợi đi qua nên diện tích đất không còn như cũ. Theo biên bản xem xét thẩm định tại chỗ vào ngày 12 tháng 5 năm 2005 có sơ đồ kèm theo thì diện tích đất gia đình ông T1 đang quản lý là 5.610 m² và 540 m² anh P2 bán cho anh L, ông C thì tổng diện tích là 6.150 m² từ đó cho đến ngày xử sơ thẩm. Cấp sơ thẩm không tiến hành mời địa chính đo đạc lại để xác định chính xác diện tích thực tế của lô đất đang tranh chấp hiện tại còn bao nhiêu m², năm 2009 bà S cũng đã có đơn yêu cầu đo đạc lại đất, nhưng cấp sơ thẩm không tiến hành đo lại mà vội chấp nhận theo lời của bà S, chị P1, anh P3, anh P2 rằng diện tích đất ông T1, bà S tạo lập hiện còn lại là 6.403 m² để cắt chia là chưa đảm bảo tính chính xác sẽ dễ dẫn đến khó khăn ách tắc trong khi thi hành án. Đồng thời cấp sơ thẩm cũng chưa yêu cầu anh P2 đến lô đất tranh chấp để đo đạc xác định vị trí của lô đất có diện tích 3.000 m² mà anh P2 cho rằng anh mua của ông A để xem xét có cơ sở hay không, những vấn đề này cấp phúc thẩm không thể khắc phục được do đó cần huỷ án sơ thẩm để giao hồ sơ vụ án về cấp sơ thẩm giải quyết lại vụ án. Các đương sự không phải chịu án phí dân sự phúc thẩm.

### Quyết định
Từ những nhận định này, Hội đồng xét xử Tòa Phúc thẩm Tòa án nhân dân tối cao tại Đà Nẵng ra quyết định: huỷ bản án dân sự sơ thẩm của Toà án nhân dân tỉnh Kon Tum; giao hồ sơ vụ án cho Toà án nhân dân tỉnh Kon Tum để giải quyết lại vụ án theo thủ tục chung. Trả lại tiền tạm ứng án phí phúc thẩm cho các đương sự. Bản án phúc thẩm có hiệu lực pháp luật kể từ ngày tuyên án.